# Oaxaca FilmFest
Oaxaca FilmFest va ser un festival de cinema de vuit dies de duració que es va cancel·lar definitivament l'any 2022. En el seu inici, el festival es va celebrar cada tardor a la ciutat mexicana d'Oaxaca de Juárez del 2010 al 2019, i de nou a partir del 2021. El festival estava format per diferents categories i va oferir un gran espai en la seva selecció a directors i guionistes emergents.

## Història
El festival va ser fundat per Ramiz Adeeb Azar, amb la primera edició del festival celebrada el novembre de 2010. La revista MovieMaker el va classificar tres vegades com un dels "50 festivals de cinema que val la pena pagar l'entrada". Oaxaca FilmFest ha inclòs obres d'artistes com Guillermo del Toro, Robert De Niro, Clint Eastwood, Spike Lee, Neil LaBute, Diego Luna, Takashi Miike, Martin Scorsese, Bill Plympton, Donald Sutherland, Luke Wilson, i, recentment, Brian A. Metcalf.

## Controvèrsia
El festival s'ha vist involucrat en una recent polèmica, quan molts ex-membres de l'equip del festival que van publicar una carta oberta el 14 de desembre de 2020 en la qual "declinen qualsevol responsabilitat o relació" amb el festival sota "Ramiz Pour Azar (també conegut com a Ramiz Adeeb Azar)." Van escriure que "comparteixen les preocupacions de la comunitat de cineastes pel que fa a les activitats [del festival recent], que inclouen, entre d'altres, el procés de selecció, la gestió, la responsabilitat i la destinació dels fons recaptats..."

## Premi a la millor pel·lícula
| Any  | Pel·lícula         | Director                  | País                 |
| ---- | ------------------ | ------------------------- | -------------------- |
| 2010 | La soga            | Josh Crook                | República Dominicana |
| 2011 | Crebinsky          | Enrique Otero             | Espanya              |
| 2012 | Kurtuluş Son Durak | Yusuf Pirhasan            | Turquia              |
| 2013 | Tu seras un homme  | Benoît Cohen              | França               |
| 2014 | Daire              | Atıl İnaç                 | Turquia              |
| 2015 | The Wannabe        | Nick Sandow               | Estats Units         |
| 2016 | Suntan             | Argyris Papadimitropoulos | Grècia               |
| 2017 | Badsville          | April Mullen              | Estats Units         |
| 2018 | Here We Are        | David Bellarosa           | Estats Units         |
| 2019 | Time Out           | Matti Kinnunen            | Finlàndia            |
| 2020 | No celebrat        |                           |                      |
| 2021 | Adverse            | Brian A. Metcalf          | Estats Units         |